# 上杉孝實
上杉 孝實（上杉 孝実、うえすぎ たかみち、1935年（昭和10年）9月15日 - ）は、日本の教育学者、京都大学名誉教授。専攻は社会教育、教育社会学。

## 経歴
京都府宮津市生まれ。1959年京都大学教育学部卒業。61年同大学院教育学研究科修士課程修了、京都府立図書館勤務、62年大阪市教育委員会社会教育主事補、67年大阪府科学教育センター、69年姫路短期大学講師、1970年助教授、73年奈良女子大学助教授、78年京都大学教育学部助教授、87年教授、学部長、99年定年退官、名誉教授、龍谷大学教授、2006年畿央大学教育学部教授、学部長、2010年退職。世界人権問題研究センター客員研究員。

## 著書
- 『臨教審と生涯教育』あずみの書房 あずみのフォーラム 1988
- 『現代文化と教育』高文堂出版社 現代教育学全書 1989
- 『地域社会教育の展開』松籟社 1993
- 『生涯学習・社会教育の歴史的展開 日英比較の視座から』松籟社 2011

### 共編著
- 『大卒女性100万人時代』富士谷あつ子共編 勁草書房 1982
- 『学び働く女の時代』富士谷あつ子共著 勁草書房 1986
- 『生涯学習実践講座 4 生涯学習時代の指導者像』岸本幸次郎共編 亜紀書房 1988
- 『特別活動・教育実習』皇紀夫共編 協同出版 新・教職教養シリーズ 1993
- 『社会教育の近代』大庭宣尊共編著 松籟社 1996
- 『生涯学習と計画』前平泰志共編著 松籟社 1999
- 『生涯学習と人権 理論と課題』黒沢惟昭共編著 明石書店 1999
- 『社会・生涯教育文献集』3 共編 日本図書センター 2001 日本現代教育基本文献叢書
- 『教育改革の国際比較』大桃敏行、井ノ口淳三、植田健男共編 ミネルヴァ書房 2007
- 『人権教育総合年表 同和教育、国際理解教育から生涯学習まで』平沢安政、松波めぐみ共編著 明石書店 2013

### 翻訳
- J.L.トンプソン『解放を学ぶ女たち』大庭宣尊、奥田実、木原義勝、北岡宏章、森繁男共訳 勁草書房 1987
- マイケル D.スティーブンス『イギリス教育学者のみた日本の教育』江阪正己共訳、新世社 1993
- マイケル D.スティーブンス『日本の教育・日本の未来』新世社 新世叢書 1994

## 参考
- [ISBN　978-4-87984-295-4]
- 『現代日本人名録』2002年